# 蔡威 (1959年)
蔡威（1959年—），汉族，浙江杭州人，医学博士，中华人民共和国医学界人物、第十一届全国政协委员。上海交通大学副校长、上海市儿科医学研究所所长。

## 生平
加入中国农工民主党，担任十一届全国政协常务委员、农工党中央常委、上海市委主委。2008年，当选第十一届全国政协常务委员，代表中国农工民主党，分入第十组。2018年1月，当选第十三届全国政协委员，同月当选上海市人民代表大会常务委员会副主任。